# Episodi di Godzilla Island
La serie Godzilla Island è composta da 256 episodi, ognuno dei quali dura 3 minuti. Gli episodi compongono 22 storie complete di diversa lunghezza: una è lunga solo 3 episodi, mentre l'arco finale è lungo ben 23 episodi, quindi le storie hanno richiedesto da mezza settimana a tre settimane per essere completamente trasmesse in onda.

## Storia 1 (Introducing Torema Saga)
| n. | Titolo                                  | Prima TV        |
| -- | --------------------------------------- | --------------- |
| 1  | Attack of the Massive UFO!              | 6 ottobre 1997  |
| 2  | The Mysterious Spaceship—Friend or Foe? | 7 ottobre 1997  |
| 3  | Introducing Torema!                     | 8 ottobre 1997  |
| 4  | Godzilla Attacks!                       | 9 ottobre 1997  |
| 5  | The Indomitable Pair                    | 10 ottobre 1997 |

## Storia 2 (King Ghidorah Saga)
| nº | Titolo                      | Prima TV        |
| -- | --------------------------- | --------------- |
| 6  | A Sudden Conflict           | 13 ottobre 1997 |
| 7  | Mothra's Persuasion         | 14 ottobre 1997 |
| 8  | Battle! Torema vs. Zagreth  | 15 ottobre 1997 |
| 9  | Godzilla Awakens!           | 16 ottobre 1997 |
| 10 | The Cost of Victory         | 17 ottobre 1997 |
| 11 | King Ghidorah's Revenge     | 20 ottobre 1997 |
| 12 | A Psychokinetic Last Resort | 21 ottobre 1997 |
| 13 | Torema's Will               | 22 ottobre 1997 |
| 14 | The Unforgivable Zagreth    | 23 ottobre 1997 |
| 15 | Torema Forever              | 24 ottobre 1997 |

## Storia 3 (The Trial of Godzilla Saga)
| nº | Titolo                     | Prima TV        |
| -- | -------------------------- | --------------- |
| 16 | Godzilla's Alibi           | 27 ottobre 1997 |
| 17 | I am Innocent!             | 28 ottobre 1997 |
| 18 | Godzilla Escapes           | 29 ottobre 1997 |
| 19 | The Order to Kill Godzilla | 30 ottobre 1997 |
| 20 | A Scheme Revealed          | 31 ottobre 1997 |

## Story 4 (Junior's Abduction Saga)
| nº | Titolo                     | Prima TV         |
| -- | -------------------------- | ---------------- |
| 21 | Son of Godzilla            | 3 novembre 1997  |
| 22 | Torema and Junior          | 4 novembre 1997  |
| 23 | Junior Kidnapped           | 5 novembre 1997  |
| 24 | Operation Rescue Junior    | 6 novembre 1997  |
| 25 | Taking Back Junior         | 7 novembre 1997  |
| 26 | The Impregnable Stronghold | 10 novembre 1997 |
| 27 | The White Flag of Regret   | 11 novembre 1997 |
| 28 | Mothra, Charge!            | 12 novembre 1997 |
| 29 | Heaven and Earth           | 13 novembre 1997 |
| 30 | Raise the Flag of Victory! | 14 novembre 1997 |

## Storia 5 (Gigan Saga)
| nº | Titolo                                | Prima TV         |
| -- | ------------------------------------- | ---------------- |
| 31 | The New Invasion                      | 17 novembre 1997 |
| 32 | Strength of Hope                      | 18 novembre 1997 |
| 33 | Premonition                           | 19 novembre 1997 |
| 34 | The Duel                              | 20 novembre 1997 |
| 35 | Distress Call                         | 21 novembre 1997 |
| 36 | Godzilla, Dies                        | 24 novembre 1997 |
| 37 | Rematch!                              | 25 novembre 1997 |
| 38 | In The Dark Night, A Battle Commences | 26 novembre 1997 |
| 39 | The Conviction                        | 27 novembre 1997 |
| 40 | The New Power                         | 28 novembre 1997 |

## Storia 6 (Mothra Saga)
| nº | Titolo                                   | Prima TV         |
| -- | ---------------------------------------- | ---------------- |
| 41 | The Rise of Mothra                       | 1º dicembre 1997 |
| 42 | Hedorah, Attack                          | 2 dicembre 1997  |
| 43 | Mothra's Life-and-Death Challenge        | 3 dicembre 1997  |
| 44 | New Juvenile, Leo                        | 4 dicembre 1997  |
| 45 | The Battle of Mothra                     | 5 dicembre 1997  |
| 46 | The God of Peace's Own Battle            | 8 dicembre 1997  |
| 47 | Sacrifice                                | 9 dicembre 1997  |
| 48 | Rebirth and Death: Cycle of the Guardian | 10 dicembre 1997 |
| 49 | The Will to Protect The Earth            | 11 dicembre 1997 |
| 50 | Rise, Leo!                               | 12 dicembre 1997 |

## Storia 7 (Mecha-King Ghidorah Saga)
| nº | Titolo                                | Prima TV         |
| -- | ------------------------------------- | ---------------- |
| 51 | The Mass Invasion                     | 15 dicembre 1997 |
| 52 | Rain of Despair                       | 16 dicembre 1997 |
| 53 | Hopelessness                          | 17 dicembre 1997 |
| 54 | X Destruction Strategy-Part 1         | 18 dicembre 1997 |
| 55 | X Destruction Strategy-Part 2         | 19 dicembre 1997 |
| 56 | The Machine King of Terror            | 22 dicembre 1997 |
| 57 | Unfathomable Giant Dark Emperor       | 23 dicembre 1997 |
| 58 | The Gravemarkers of the Dead Warriors | 24 dicembre 1997 |
| 59 | Fear Infestation Directive            | 25 dicembre 1997 |
| 60 | The Calling                           | 26 dicembre 1997 |
| 61 | Return, Mecha-King Ghidorah           | 29 dicembre 1997 |
| 62 | Zombie invasion!                      | 30 dicembre 1997 |
| 63 | All-Out Giant Monster Attack!         | 31 dicembre 1997 |

## Storia 8 (The Mystery of Godzilla Island Saga)
| nº | Titolo                                          | Prima TV       |
| -- | ----------------------------------------------- | -------------- |
| 64 | The Mystery of Godzilla Island 1: Secrecy       | 5 gennaio 1998 |
| 65 | The Mystery of Godzilla Island 2: Realm         | 6 gennaio 1998 |
| 66 | The Mystery of Godzilla Island 3: Manifestation | 7 gennaio 1998 |
| 67 | The Mystery of Godzilla Island 4: Kaiser        | 8 gennaio 1998 |
| 68 | The Mystery of Godzilla Island 5: Clash         | 9 gennaio 1998 |

## Storia 9 (SpaceGodzilla's Spirit Saga)
| nº | Titolo                         | Prima TV        |
| -- | ------------------------------ | --------------- |
| 69 | Survival Trial                 | 12 gennaio 1998 |
| 70 | Newcomer from the Spirit World | 13 gennaio 1998 |
| 71 | Type-66 BX                     | 14 gennaio 1998 |
| 72 | The Record                     | 15 gennaio 1998 |
| 73 | Another Side                   | 16 gennaio 1998 |
| 74 | The Doppleganger Ghost         | 19 gennaio 1998 |
| 75 | Search for Great Power         | 20 gennaio 1998 |
| 76 | Godzilla, Berserk              | 21 gennaio 1998 |
| 77 | Total Destruction              | 22 gennaio 1998 |
| 78 | The Ancient Guardian           | 23 gennaio 1998 |
| 79 | Godzilla, Returned             | 26 gennaio 1998 |
| 80 | The Target                     | 27 gennaio 1998 |
| 81 | Impossible Struggle            | 28 gennaio 1998 |
| 82 | Separation                     | 29 gennaio 1998 |
| 83 | Junior's Battle                | 30 gennaio 1998 |

## Story 10 (The Artificial Sun Saga)
| nº | Titolo                             | Prima TV         |
| -- | ---------------------------------- | ---------------- |
| 84 | The Nine Suns                      | 2 febbraio 1998  |
| 85 | Apocalyptic Event                  | 3 febbraio 1998  |
| 86 | Last Chance                        | 4 febbraio 1998  |
| 87 | Operation Outbreak                 | 5 febbraio 1998  |
| 88 | The Fiery Flame                    | 6 febbraio 1998  |
| 89 | The Solar Self-Destruction         | 9 febbraio 1998  |
| 90 | The Laser Gun                      | 10 febbraio 1998 |
| 91 | Don't Hesitate, Just Shoot! Torema | 11 febbraio 1998 |
| 92 | The Most Critical Moment           | 12 febbraio 1998 |
| 93 | Shoot the Fake Solar System        | 13 febbraio 1998 |

## Storia 11 (Mechagodzilla Saga)
| nº  | Titolo                                              | Prima TV         |
| --- | --------------------------------------------------- | ---------------- |
| 94  | Dismission                                          | 16 febbraio 1998 |
| 95  | The Climax Challenge                                | 17 febbraio 1998 |
| 96  | Take Off! Black Mechagodzilla                       | 18 febbraio 1998 |
| 97  | The Duel: Godzilla vs Xiliens                       | 19 febbraio 1998 |
| 98  | You're a Coward!                                    | 20 febbraio 1998 |
| 99  | Captivity!                                          | 21 febbraio 1998 |
| 100 | Dying At The Same Time                              | 24 febbraio 1998 |
| 101 | The True Intention: Annihilation Project            | 25 febbraio 1998 |
| 102 | A Desperate Situation: Earth Was In A Grave Danger! | 26 febbraio 1998 |
| 103 | Zagreth Praised As A Hero                           | 27 febbraio 1998 |

## Storia 12 (Goodbye, Torema Saga)
| nº  | Titolo                                         | Prima TV      |
| --- | ---------------------------------------------- | ------------- |
| 104 | The Monster from the Next Island: Site B Sunk  | 2 marzo 1998  |
| 105 | The 100 Monster Army And The Return of Xiliens | 3 marzo 1998  |
| 106 | The Perfectly-Devised Trap Plan                | 4 marzo 1998  |
| 107 | The Tricky Gift from the Giant Dark Emperor    | 5 marzo 1998  |
| 108 | Strike Proto Moguera! Plan Z                   | 6 marzo 1998  |
| 109 | Unbreakable Friendship                         | 9 marzo 1998  |
| 110 | SOS! Godzilla Island in Danger Once Again      | 10 marzo 1998 |
| 111 | Burned Base                                    | 11 marzo 1998 |
| 112 | Invitation                                     | 12 marzo 1998 |
| 113 | The Promise                                    | 13 marzo 1998 |
| 114 | Go! Torema                                     | 14 marzo 1998 |
| 115 | Back into Darkness' Side                       | 17 marzo 1998 |
| 116 | Escape from The X-UFO                          | 18 marzo 1998 |
| 117 | Gigan Appears, The Robot Bird With Saber Arms  | 19 marzo 1998 |
| 118 | Until That Day, We Were Happy                  | 20 marzo 1998 |
| 119 | Large Pinch                                    | 21 marzo 1998 |
| 120 | The King has Returned                          | 24 marzo 1998 |
| 121 | The Anger of the Giant Dark Emperor            | 25 marzo 1998 |
| 122 | Charge! Vabaruda-Part 1                        | 26 marzo 1998 |
| 123 | Charge! Vabaruda-Part 2                        | 27 marzo 1998 |
| 124 | Charge! Vabaruda-Part 3                        | 30 marzo 1998 |
| 125 | Farewell Good Friend                           | 31 marzo 1998 |

## Storia 13 (Bonus Saga)
| nº  | Titolo               | Prima TV       |
| --- | -------------------- | -------------- |
| 126 | Torema's Flashback   | 1º aprile 1998 |
| 127 | Godzilla's Flashback | 2 aprile 1998  |
| 128 | Along With Godzilla  | 3 aprile 1998  |

## Storia 14 (Introducing Misato Saga)
| nº  | Titolo                                           | Prima TV       |
| --- | ------------------------------------------------ | -------------- |
| 129 | A New Enemy, A New Fight                         | 6 aprile 1998  |
| 130 | Landes Appears, New Xiliens                      | 7 aprile 1998  |
| 131 | Don't Lie To Me!!                                | 8 aprile 1998  |
| 132 | Challengers of Godzilla Island!                  | 9 aprile 1998  |
| 133 | The Monster Doctor Appeared                      | 10 aprile 1998 |
| 134 | It is The Land of No Return!                     | 13 aprile 1998 |
| 135 | Space Proposal                                   | 14 aprile 1998 |
| 136 | The Secret                                       | 15 aprile 1998 |
| 137 | Don't Touch the Missiles                         | 16 aprile 1998 |
| 138 | Infernal Smoke of Death                          | 17 aprile 1998 |
| 139 | Landes Attacks Again! The Strike Back of Xiliens | 20 aprile 1998 |
| 140 | Now Dance Up                                     | 21 aprile 1998 |
| 141 | Dance Dance Dance!                               | 22 aprile 1998 |
| 142 | After the Request                                | 23 aprile 1998 |
| 143 | There's Nothing to Do! I'm tired                 | 24 aprile 1998 |
| 144 | The Plan Begins                                  | 27 aprile 1998 |
| 145 | Dancing the Sunda Dance                          | 28 aprile 1998 |
| 146 | King Ghidorah Attacks! Three Kings               | 29 aprile 1998 |
| 147 | King Ghidorah!                                   | 30 aprile 1998 |
| 148 | The Dance of Revenge and Destruction             | 1º maggio 1998 |

## Storia 15 (Second Generation Mothra Saga)
| nº  | Titolo                           | Prima TV       |
| --- | -------------------------------- | -------------- |
| 149 | Gorath, Crashes                  | 4 maggio 1998  |
| 150 | Godzilla Will Never Back Down    | 5 maggio 1998  |
| 151 | Mothra's Egg has Survived        | 6 maggio 1998  |
| 152 | Mothra's Distress                | 7 maggio 1998  |
| 153 | Unison                           | 8 maggio 1998  |
| 154 | The Mothra Song                  | 11 maggio 1998 |
| 155 | Protect Mothra's Egg!            | 12 maggio 1998 |
| 156 | Years of Resentment              | 13 maggio 1998 |
| 157 | The Commander's Order            | 14 maggio 1998 |
| 158 | Take Off Tart-Coupe!             | 15 maggio 1998 |
| 159 | The Larval Mothra is Discovered! | 18 maggio 1998 |
| 160 | Landes' Scheme                   | 19 maggio 1998 |
| 161 | Junior is Targeted               | 20 maggio 1998 |
| 162 | Mothra vs. Godzilla              | 21 maggio 1998 |
| 163 | Battra and Baby Mothra           | 22 maggio 1998 |
| 164 | Misato vs. Landes                | 25 maggio 1998 |
| 165 | The Cruelty of Landes            | 26 maggio 1998 |
| 166 | Baby Mothra Awakes               | 27 maggio 1998 |
| 167 | Mothra's Counterattack           | 28 maggio 1998 |
| 168 | Mothra Returns Home              | 29 maggio 1998 |

## Storia 16 (Dororin Saga)
| nº  | Titolo                                        | Prima TV       |
| --- | --------------------------------------------- | -------------- |
| 169 | Gigan in the Midst of Training                | 1º giugno 1998 |
| 170 | A Historic and Unprecedented Reputation Match | 2 giugno 1998  |
| 171 | The Present from the Giant Emperor            | 3 giugno 1998  |
| 172 | Transformation Monster Dororin                | 4 giugno 1998  |
| 173 | The Duel on the Thunder Planes                | 5 giugno 1998  |
| 174 | Somehow it Carries On!                        | 8 giugno 1998  |
| 175 | Call Godzilla!                                | 9 giugno 1998  |
| 176 | Nao's Adventure                               | 10 giugno 1998 |
| 177 | A Man's Romance!?                             | 11 giugno 1998 |
| 178 | Fumiya of Gigan                               | 12 giugno 1998 |

## Storia 17 (Anguirus saga)
| nº  | Titolo                     | Prima TV       |
| --- | -------------------------- | -------------- |
| 179 | Porcupine's Dilemma        | 15 giugno 1998 |
| 180 | I Must Know the Secret     | 16 giugno 1998 |
| 181 | Cactus Plaza               | 17 giugno 1998 |
| 182 | Anguirus' Great Shock      | 18 giugno 1998 |
| 183 | Plant Monster Gororin      | 19 giugno 1998 |
| 184 | Feeling Helpless           | 22 giugno 1998 |
| 185 | The Back of Anguirus       | 23 giugno 1998 |
| 186 | The Commander's Reflection | 24 giugno 1998 |
| 187 | Anguirus Endures           | 25 giugno 1998 |
| 188 | A Victorious V Goal!       | 26 giugno 1998 |

## Storia 18 (SpaceGodzilla's Spirit Again Saga)
| nº  | Titolo                              | Prima TV       |
| --- | ----------------------------------- | -------------- |
| 189 | The Strongest Monster               | 29 giugno 1998 |
| 190 | The Evil Spirit Revives             | 30 giugno 1998 |
| 191 | Who is the True Criminal?           | 1º luglio 1998 |
| 192 | The Evil Spirit Takes Form          | 2 luglio 1998  |
| 193 | The Frightened Monsters             | 3 luglio 1998  |
| 194 | Search Gabara Pond                  | 6 luglio 1998  |
| 195 | The True Nature of the Evil Spirit  | 7 luglio 1998  |
| 196 | Landes Sulks                        | 8 luglio 1998  |
| 197 | The Super Gigantic Godzilla Appears | 9 luglio 1998  |
| 198 | Landes' Anger                       | 10 luglio 1998 |

## Storia 19 (Fire Rodan Saga)
| nº  | Titolo                            | Prima TV       |
| --- | --------------------------------- | -------------- |
| 199 | A Strange Mushroom                | 13 luglio 1998 |
| 200 | Neo Hedorah Appears               | 14 luglio 1998 |
| 201 | Neo Hedorah is Victorious         | 15 luglio 1998 |
| 202 | G-Guard Base is Polluted          | 16 luglio 1998 |
| 203 | A Mysterious Power                | 17 luglio 1998 |
| 204 | Misato's Prayer                   | 20 luglio 1998 |
| 205 | The Ceremony Goes Wrong           | 21 luglio 1998 |
| 206 | Invincible Neo Hedorah            | 22 luglio 1998 |
| 207 | The Birth of Fire Rodan!          | 23 luglio 1998 |
| 208 | Extreme Temperature! Double Blaze | 24 luglio 1998 |

## Storia 20 (Lucas Saga)
| nº  | Titolo                                        | Prima TV       |
| --- | --------------------------------------------- | -------------- |
| 209 | The Great Spy Game                            | 27 luglio 1998 |
| 210 | A Parcel Delivery from the Earth's Government | 28 luglio 1998 |
| 211 | Lucas' Great Shock                            | 29 luglio 1998 |
| 212 | The Anti-Animal Laser Gun is Out of Control!  | 30 luglio 1998 |
| 213 | G-Guard Surrenders!                           | 31 luglio 1998 |
| 214 | There's Nothing More That Can Be Done         | 3 agosto 1998  |
| 215 | Reunion                                       | 4 agosto 1998  |
| 216 | The Base Recapture Strategy                   | 5 agosto 1998  |
| 217 | Counterattack                                 | 6 agosto 1998  |
| 218 | Lucas Endures                                 | 7 agosto 1998  |

## Storia 21 (The Secret of G Island Saga)
| nº  | Titolo                           | Prima TV       |
| --- | -------------------------------- | -------------- |
| 219 | The Hieroglyph Floats in the Sky | 10 agosto 1998 |
| 220 | Pick Up That Object!             | 11 agosto 1998 |
| 221 | An Unexpected Relationship       | 12 agosto 1998 |
| 222 | A Disappointing Victory          | 13 agosto 1998 |
| 223 | Two Kaiju Die                    | 14 agosto 1998 |
| 224 | An Aurora of Mystery             | 17 agosto 1998 |
| 225 | The Invisible Wall               | 18 agosto 1998 |
| 226 | Enormous Barrier                 | 19 agosto 1998 |
| 227 | Top Secret                       | 20 agosto 1998 |
| 228 | The Illusionary Continent        | 21 agosto 1998 |
| 229 | The Forbidden Super Weapon       | 24 agosto 1998 |
| 230 | The Revival of the Two Kaiju     | 25 agosto 1998 |
| 231 | Godzilla in a Large Pinch        | 26 agosto 1998 |
| 232 | All-Purpose Battleship (Gotengo) | 27 agosto 1998 |
| 233 | Delicious Air                    | 28 agosto 1998 |

## Storia 22 (Conclusion Saga)
| nº  | Titolo                                         | Prima TV          |
| --- | ---------------------------------------------- | ----------------- |
| 234 | A Mysterious Electric Wave                     | 31 agosto 1998    |
| 235 | Landes is Dismissed                            | 1º settembre 1998 |
| 236 | Zagreths' Restoration                          | 2 settembre 1998  |
| 237 | Sudden Insanity                                | 3 settembre 1998  |
| 238 | The Threat of Zagreth                          | 4 settembre 1998  |
| 239 | Torema has Returned                            | 7 settembre 1998  |
| 240 | Godzilla, Revived!                             | 8 settembre 1998  |
| 241 | Save Misato!                                   | 9 settembre 1998  |
| 242 | The Mural of the Giant Emperor                 | 10 settembre 1998 |
| 243 | Warp Gate                                      | 11 settembre 1998 |
| 244 | Usurpation of Zagreth                          | 14 settembre 1998 |
| 245 | The Treason of Zagreth                         | 15 settembre 1998 |
| 246 | Hurry! Gotengo                                 | 16 settembre 1998 |
| 247 | It Appears! The True Form of the Giant Emperor | 17 settembre 1998 |
| 248 | Suicidal Explosion, Vabaruda                   | 18 settembre 1998 |
| 249 | The Truth Revealed                             | 21 settembre 1998 |
| 250 | Torema's Feelings                              | 22 settembre 1998 |
| 251 | Misato's Decision                              | 23 settembre 1998 |
| 252 | The Final Battle                               | 24 settembre 1998 |
| 253 | Landes Lives                                   | 25 settembre 1998 |
| 254 | It Appears! The Dark Giant Emperor             | 28 settembre 1998 |
| 255 | Warp Gate Reversal!                            | 29 settembre 1998 |
| 256 | Goodbye Godzilla Island                        | 30 settembre 1998 |